# Z 19 Hermann Künne
Z 19 Hermann Künne war ein Zerstörer der Klasse 1936 der deutschen Kriegsmarine. Der schwer beschädigte Zerstörer wurde vor Narvik von der eigenen Besatzung gesprengt.
Benannt wurde der Zerstörer nach dem Matrosen Hermann Künne vom Torpedoboot S 53 der Zerstörerflottille Flandern, der bei der Verteidigung der Mole von Zeebrügge am 23. April 1918 während des britischen Überfalls auf Zeebrügge und Ostende fiel und dessen persönlicher Einsatz wesentlich zur Verteidigung beitrug.

## Baugeschichte
Die Hermann Künne war ein Zerstörer des Anfang 1935 bestellten Typs 1936. Alle sechs Boote der Klasse entstanden auf der zum Deschimag-Konzern gehörenden Werft AG Weser. Es gab zwei etwas unterschiedliche Gruppen; die drei ersten, 1936 begonnenen Boote und hatten eine Länge von 123 m über alles und von 120 m in der Wasserlinie, waren bis zu 11,8 m breit und hatten ein Höchsttiefgang von 4,5 m. Die drei Ende 1937/Anfang 1938 begonnenen Boote erhielten einen etwas weiter ausladenden Bug und waren über alles über 2 m länger. Die Standardverdrängung betrug 2411 t und von 3415 t bei voller Ausrüstung. Die Deschimag-Getriebeturbinen hatten eine Höchstleistung von 70.000 PS, die dem Boot eine Höchstgeschwindigkeit von über 36 kn gaben. Die Dampferzeugung für die Turbinen erfolgte in sechs Hochdruckkesseln vom System Wagner. Die neuen Boote konnten mit 739 t etwas weniger Treiböl fassen, die ihnen eine Reichweite von 2050 Seemeilen bei 19 Knoten (kn) gaben. Obwohl die negativen Erfahrungen mit den Booten der Klasse 1934 bei Baubeginn noch nicht vorlagen, waren etliche Mängel der vorangegangenen Boote beseitigt. Die Boote waren von der Antriebsseite zuverlässiger, weniger topplastig durch niedrigere Aufbauten und Schornsteine.
Bewaffnet war die Hermann Künne und ihre Schwestern mit fünf 12,7 cm-Geschützen in Einzelaufstellung und den beiden 3,7 cm-Flugabwehr-Zwillingsgeschützen wie ihre Vorgänger, nur die sechs 2 cm-Flugabwehr-Maschinenkanonen waren vom neueren Modell 38 und etwas verändert aufgestellt.
Die Kiellegung des dritten Bootes Hermann Künne erfolgte am 5. Oktober 1936 etwa einen Monat nach den beiden ersten Booten. Als das Boot am 22. Dezember 1937 vom Stapel lief, war der Abstand zum ersten Boot Diether von Roeder auf vier Monate angewachsen und die Kiellegung der beiden ersten Boote der zweiten Gruppe war gerade erfolgt.
Am 12. Januar 1939 wurde die Hermann Künne schließlich fertig gestellt und hatte die längste Bauzeit eines Bootes der Klasse.
Zu diesem Zeitpunkt waren zehn Boote des vorangegangenen Auftrags der Klasse 1934 A abgeliefert.
Ihr einziger Kommandant war Korvettenkapitän Friedrich Kothe (1901–1944), der als Kapitän zur See und Chef der 6. Zerstörerflottille am 12. Dezember 1944 auf Z 35 im Finnischen Meerbusen fiel.

## Einsatzgeschichte
Die Hermann Künne wurde bei Indienststellung der 5. Zerstörerdivision zugeteilt. Ihre Erprobungen wurden im März 1939 unterbrochen, um das Schiff dem Verband zur Eingliederung des Memelgebietes anzuschließen. Am 30. Juni lief sie mit der Hans Lüdemann aus Swinemünde zu einer Norwegenreise aus. Besucht wurde der Moldefjord und nach Eintreffen der Diether von Roeder mit dem Divisionschef Korvettenkapitän Hans Hartmann mit der nun vollzähligen Division noch der Loen- und Sognefjord, ehe die drei Zerstörer am 20. Juli 1939 wieder in Swinemünde eintrafen.

### Kriegseinsätze
Ihre ersten Kriegseinsätze am 3./4. und 5./6. September 1939 waren Minenlegeeinsätze mit der Grille und der Karl Galster im Rahmen der Auslegung der Westwall-Minensperren.
26.–30. September nahm die Hermann Künne an dem Versuch des F.d.T. Konteradmiral Lütjens auf Wilhelm Heidkamp teil, mit sieben Zerstörern (Bernd von Arnim, Erich Giese, Diether von Roeder, Hans Lüdemann, Karl Galster) im Skagerrak Handelskrieg zu führen.
Am 17./18. Oktober war die Künne erstmals an einem offensiven Minenunternehmen gegen die Humbermündung unter dem F.d.T. auf Wilhelm Heidkamp und mit Karl Galster, Friedrich Eckholt, Diether von Roeder und Hans Lüdemann beteiligt. An der Sperre sanken später sieben Handelsschiffe.
Eine in der Nacht zum 10. November geplante Minenunternehmung wurde wegen Ausfalls der Künne vorzeitig abgebrochen. Am 12./13. November nahm sie an einem Minenunternehmen gegen die Themsemündung unter dem neuen F.d.Z. Kommodore Bonte auf der Wilhelm Heidkamp mit Karl Galster, Hans Lüdemann, Erich Giese, Theodor Riedel und Hermann Schoemann teil, auf der Riedel und Schoemann wegen technischer Defekte früh ausfielen und unter Sicherung der Erich Giese entlassen wurden. Auf der gelegten Sperre sanken später 13 Handelsschiffe und der Zerstörer Blanche. Um die Boote zurück zu geleiten, kamen den heimkehrenden vier Zerstörern die Leichten Kreuzer Nürnberg und Königsberg mit sechs Torpedobooten entgegen.
17./18. November war die Hermann Künne nochmals an einem Minenunternehmen gegen die Themsemündung beteiligt.
Am 1. Dezember wurde aus den drei Booten der 5. Zerstörerdivision und Karl Galster sowie der Anton Schmitt die 3. Zerstörerflottille unter Fregattenkapitän (FK) Hans-Joachim Gadow. Am 12. Dezember 1939 wurde die Hermann Künne für das folgende Minenunternehmen gegen Newcastle Flaggschiff des F.d.Z., Kommodore Bonte. Sie sicherte die minenlegenden Zerstörer Erich Steinbrinck, Bruno Heinemann, Friedrich Ihn und Richard Beitzen. Auf der Heinemann brach während des Minenlegens ein Brand aus, der sie für 90 Minuten zum Stoppen zwang. Die Steinbrinck blieb als Sicherung beim gestoppten Boot, während die anderen ihre Aufgaben abschlossen. Zur Aufnahme der Minenleger stand der B.d.A., Konteradmiral Lütjens, mit den Kreuzern Nürnberg, Leipzig und Köln in See, von denen vor der Rückkehr der Zerstörer die Leipzig durch das britische U-Boot Salmon torpediert wurde. Bonte entließ die nur noch bedingt einsatzfähigen Ihn und Steinbrinck direkt nach Wilhelmshaven, entsandte Beitzen und Heinemann zur havarierten Leipzig und verstärkte mit der Künne die Sicherung des B.d.A.-Verbandes. Dennoch gelang es dem britischen U-Boot Ursula, gegen den Verband zum Schuss zu kommen. Sein Torpedofächer traf allerdings nicht die Nürnberg, sondern den Flottenbegleiter F 9, der explodierte und sank. Ein weiterer Einsatz als Flaggschiff des F.d.Z. am 17. Dezember 1939 musste wegen Schäden an der Antriebsanlage abgesagt werden. Die Reparatur wurde mit einer Routine-Werftliegezeit verbunden.
Bis zum 14. März 1940 dauerte die Werftliegezeit bei den Stettiner Oderwerken mit anschließenden Erprobungen und Ausbildungsfahrten. Am 4. April 1940 traf die Hermann Künne in Wesermünde für den Einsatz im Unternehmen Weserübung ein.

### Der Narvik-Einsatz
Für die Besetzung Norwegens wurde die Hermann Künne der Kriegsschiffgruppe 1 zugeteilt, die das Gebirgsjägerregiment 139 und den Stab der 3. Gebirgs-Division unter Generalmajor Dietl zur Besetzung des norwegischen Erzhafens Narvik in den Norden Norwegens transportieren sollte. Die Gruppe unter dem F.d.Z., Kommodore Bonte, bestand aus zehn Zerstörern: neben der Hermann Künne noch Wilhelm Heidkamp, Hans Lüdemann, Diether von Roeder, Anton Schmitt, Bernd von Arnim, Erich Giese, Erich Koellner, Georg Thiele und Wolfgang Zenker. Alle gingen in der Schlacht um Narvik verloren.

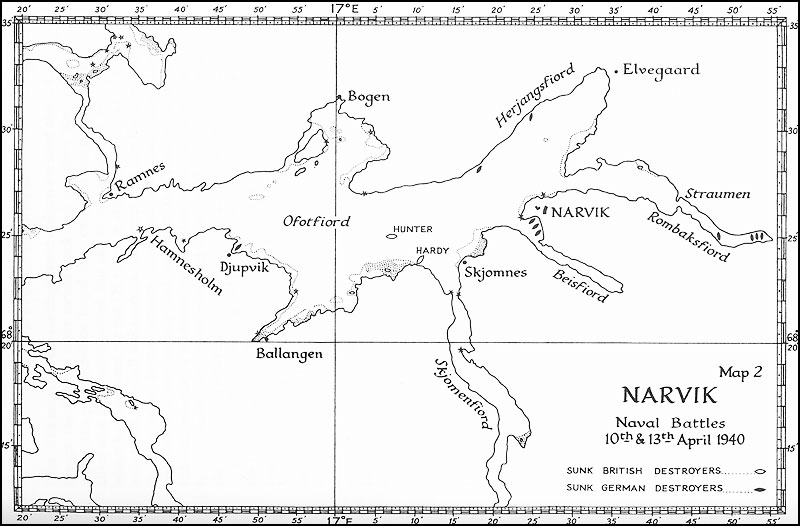
Karte des Ofotfjords

Die Zerstörer übernahmen die Landungstruppen ab dem 6. April und liefen am 7. nach Norwegen aus. Als die Zerstörer am frühen Morgen des 9. April westlich von Narvik den Eingang des Ofotfjords erreichten, erhielten die drei Zerstörer der 4. Zerstörerflottille (Wolfgang Zenker, Erich Koellner und Hermann Künne) unter FK Bey den Befehl, ihre Truppen am Ende des Herjangsfjord, einem nördlichen Seitenarm des Ofotfjord zu landen, von wo sie das Materiallager der Norwegischen Armee in Elvegårdsmoen besetzen sollten und angeblich vorhandene norwegische Forts besetzen, die es aber gar nicht gab. Die deutschen Truppen fanden geringen Widerstand, aber die Entladung ging sehr langsam vor sich, da nur ein kleiner, hölzerner Pier zur Verfügung stand. Von den drei Booten konnte am 9. nur die Zenker aus der schon vor den Zerstörern eingetroffenen Jan Wellem betankt werden, da sie vor dem Morgengrauen wieder im Herjangsfjord Station beziehen sollten.
Am frühen Morgen des 10. April überraschten die fünf Zerstörer der britischen 2nd Destroyer Flotilla die Deutschen in Narvik, da die Ablösung der im Wachdienst am Eingang des Ofotfjords nicht ordnungsgemäß durchgeführt wurde. Die Briten torpedierten zwei (Wilhelm Heidkamp, Anton Schmitt) der dort verbliebenen deutschen Zerstörer und beschädigten weitere, ohne selbst ernsthafte Schäden zu erleiden. Als die Briten sich zurückzogen, wurden sie von den aus Ballangen anlaufenden Zerstörern Thiele und von Arnim angegriffen, die die Hunter außer Gefecht setzten, die nach einer Kollision mit der Hotspur sank. Das Artilleriefeuer beider Seiten war wenig effektiv, da die schlechten Sichtverhältnisse durch Schneeschauer und von den Briten ausgebrachte Rauchschleier verstärkt wurden. Zumindest verloren die Briten mit der Hardy noch ein weiteres Boot. Allerdings entdeckten die drei verbliebenen britischen Boote noch die in den Fjord laufende Rauenfels, die sich auf einen Felsen setzte, um einer Kaperung zu entgehen. Damit waren auch die schweren Waffen der deutschen Angreifer und Versorgungsgüter verloren. Die Explosion eines Teils der Munitionsladung der Rauenfels erweckte in Narvik den Eindruck, es könnte noch ein weiterer britischer Zerstörer beim Rückzug explodiert sein. Die Hermann Künne und die Hans Lüdemann waren beim Angriff der Briten nicht einsatzbereit, da sie gerade aus der Jan Wellem tankten. Hermann Künne legte zwar ab, hatte aber sofort einen Maschinenausfall und ging dann an die Postpier, um die Maschine sorgfältig zu überprüfen. Erst am Nachmittag einsatzbereit, lief sie in den Fjord, um das Wrack der Hero zu untersuchen.

### Das Ende derHermann Künnebei Narvik

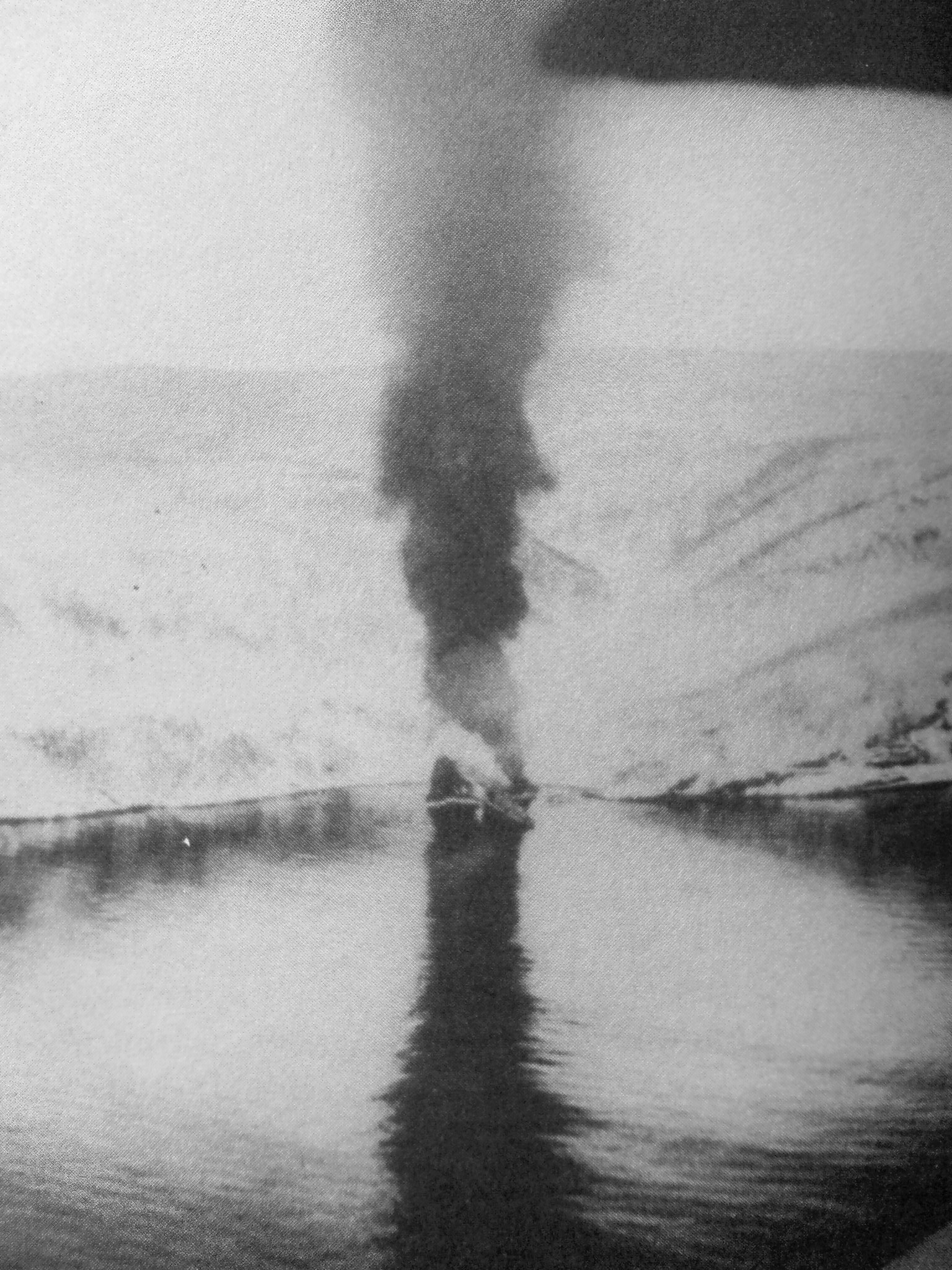
Die brennende Hermann Künne

Als am frühen Morgen des 13. April 1940 der Großangriff der Royal Navy früher als erwartet mit dem Schlachtschiff Warspite und neun Zerstörern erfolgte, wurden die Deutschen erneut überrascht. Die Erich Koellner als vorderstes Wachboot hatte ihren geplanten Ankerplatz bei Tårstad nicht erreicht und ihr Kommandant Alfred Schulze-Hinrichs entschied sich für einen Ankerplatz bei Djupvik an der Südseite des Fjords. Als die britischen Schiffe auf sie trafen, waren sie durch das Bordflugzeug der Warspite, ein Fairey-Swordfish-Schwimmerflugzeug, bereits gewarnt. Die Koellner eröffnete das Feuer, wurde aber von den gewarnten britischen Einheiten sofort zusammengeschossen. Der Kommandant gab den Befehl, das Schiff zu räumen und zu versenken. Die Erich Koellner hatte nicht einen Treffer vor ihrer Zerstörung ins Ziel bringen können.
Dann nahmen Wolfgang Zenker, Bernd von Arnim, Hans Lüdemann und Hermann Künne das Gefecht mit den britischen Zerstörern auf, konnten aber nur die Bedouin leicht beschädigen.
Da sie kaum Munition hatten, brachen die deutschen Zerstörer das Gefecht ab und zogen sich zum Rombakenfjord zurück.
Die Hermann Künne erreichte der Rückzugsbefehl jedoch nicht und sie setzte allein das Gefecht fort, das von der Eskimo angenommen wurde. Die Hermann Künne konnte auf dem sie verfolgenden Tribal-Zerstörer keine Treffer erzielen. Als sie ihre Munition verschossen hatte, verteilte man Wasserbomben im Schiff und versenkte es bei Trollvika am Herjangsfjord (nahe Bjerkvik) auf der Position 68° 31′ 24″ N, 17° 25′ 22″ O.
Die verfolgende Eskimo schoss noch einen Torpedo auf die Künne, der traf. Der deutsche Zerstörer geriet in Brand und explodierte. Ob der Torpedo oder die verteilten eigenen Wasserbomben das Schiff endgültig total zerstörten, blieb unklar.

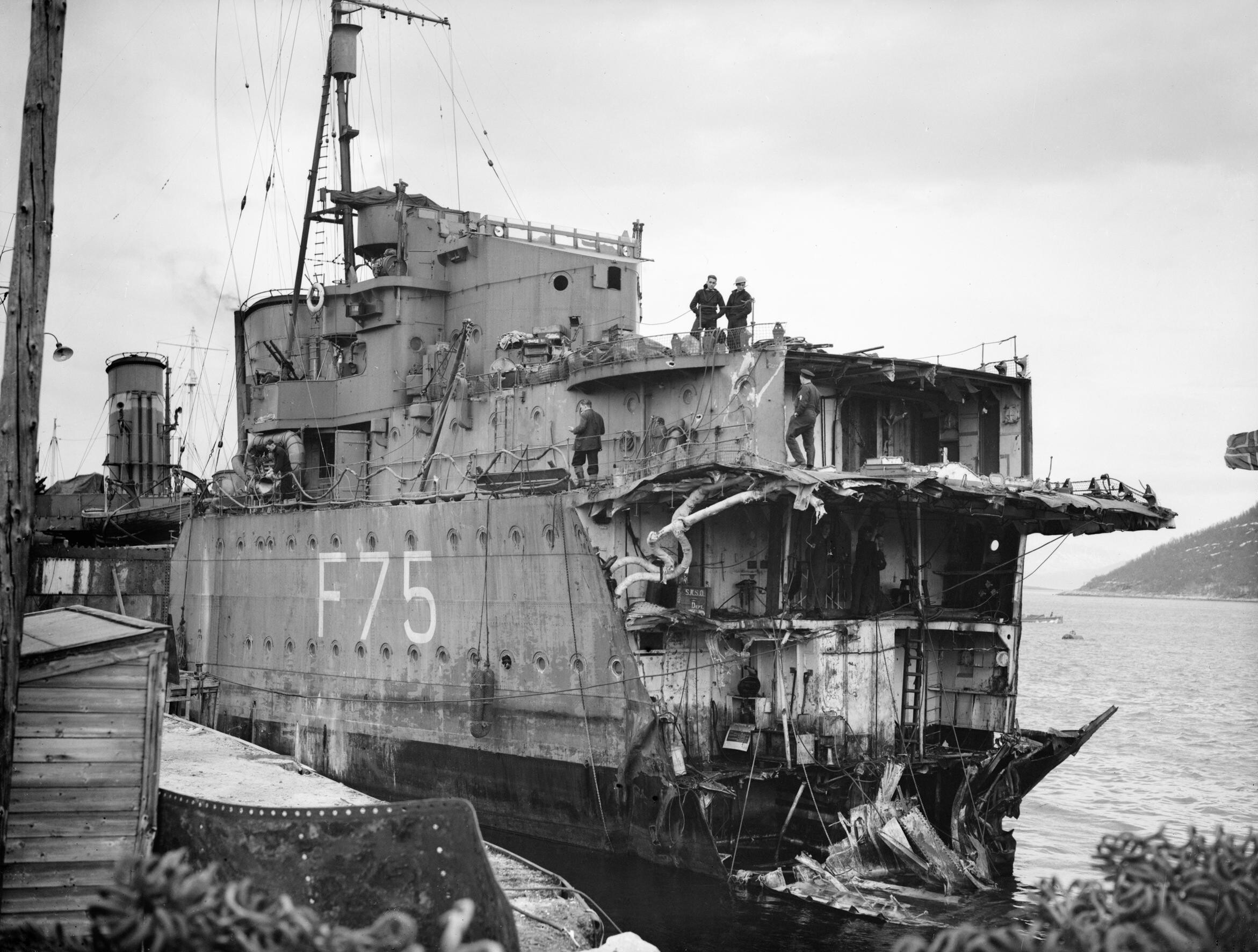
Die Eskimo ohne Vorschiff

Die Eskimo hatte bei der Verfolgung nicht auf die flüchtenden Georg Thiele und Hans Lüdemann geachtet, die sie mit Torpedos angriffen und ihr das Vorschiff wegschossen. Trotzdem konnte der britische Zerstörer abgeschleppt und nach einer Notreparatur in Norwegen schließlich in Großbritannien wieder einsatzbereit gemacht werden.